# Nathalie Rapti Gomez
Nathalie Rapti Gomez (Barranquilla, 21 dicembre 1984) è un'attrice e modella colombiana che vive e lavora in Italia.

## Biografia
Nata in Colombia da padre greco e madre colombiana, cresce tra Roma e Palermo fino all'età di 5 anni, per poi trascorrere il resto dell'infanzia a Salonicco, in Grecia. Dopo essersi diplomata presso la Pinewood American International School di Salonicco, si trasferisce a Londra per frequentare il corso di laurea in farmacia al King's College, con l'intento di seguire le orme paterne, e inizia a lavorare saltuariamente come modella; tuttavia interrompe gli studi per tornare a Roma e iscriversi al Centro sperimentale di cinematografia.
Partecipa alla campagna pubblicitaria di Alessandro D'Alatri per la Repubblica e a quella di Ricky Tognazzi e Simona Izzo per la Smart, ma è grazie allo spot del Kinder Cereali che Nathalie ottiene una certa popolarità.
Nel 2005 appare su Canale 5 nella serie televisiva R.I.S. - Delitti imperfetti. In seguito compare anche nella miniserie televisiva di Rai 1 La provinciale (2006), nel cortometraggio Il quarto sesso (2006) e nel film L'abbuffata (2007). Sempre nel 2007 ritorna su Rai 1 con la serie TV Medicina generale, e nel 2008 con la miniserie TV Una madre di Massimo Spano. Ancora nello stesso anno è protagonista del film Ultimi della classe, che le vale un Globo d'Oro come migliore attrice esordiente. Nel 2009 è co-protagonista in un episodio della serie L'ispettore Coliandro su Rai 2, e nello stesso anno torna sul grande schermo con il film Ex di Fausto Brizzi.
Nel 2010 è protagonista insieme a Daniele Liotti nella serie Le due facce dell'amore; prende inoltre parte al videoclip Non ho paura dei The Sun. Nel 2013 lavora nelle serie Baciamo le mani - Palermo New York 1958 insieme a Virna Lisi, e I segreti di Borgo Larici con Giulio Berruti. Nel corso di questo decennio prende parte al film corale L'estate sta finendo di Stefano Tummolini, e partecipa inoltre a varie produzioni internazionali come Romeo and Juliet di Carlo Carlei, Black Butterfly di Brian Goodman e Titanium White di Piotr Śmigasiewicz; contemporaneamente, per la televisione lavora alla serie Penny on M.A.R.S. e alle miniserie Bakhita di Giacomo Campiotti, Piper di Francesco Vicario e Diavoli di Nick Hurran e Jan Maria Michelini.

## Filmografia

### Cinema
- Il quarto sesso, regia di Marco Costa e Marcello Mercalli – cortometraggio (2006)
- L'abbuffata, regia di Mimmo Calopresti (2007)
- Ultimi della classe, regia di Luca Biglione (2008)
- Ex, regia di Fausto Brizzi (2009)
- Christopher Roth, regia di Max Sender (2010)
- L'estate sta finendo, regia di Stefano Tummolini (2013)
- Romeo and Juliet, regia di Carlo Carlei (2014)
- Presto farà giorno, regia di Giuseppe Ferlito (2014)
- The Pills - Sempre meglio che lavorare, regia di Luca Vecchi (2016)
- Wrobiony, regia di Piotr Śmigasiewicz (2016)
- Black Butterfly, regia di Brian Goodman (2017)
- Ride, regia di Jacopo Rondinelli (2018)
- Love on the Rock, regia di Matt Shapira (2022)
- Leonora addio, regia di Paolo Taviani (2022)
- Revival, regia di Dario Germani (2023)

### Televisione
- La provinciale, regia di Pasquale Pozzessere – miniserie TV (2006)
- Medicina generale – serie TV, 12 episodi (2007-2008)
- Una madre, regia di Massimo Spano – miniserie TV (2008)
- R.I.S. - Delitti imperfetti – serie TV, episodi 5x07-5x08-5x09 (2009)
- Bakhita - La santa africana, regia di Giacomo Campiotti – miniserie TV (2009)
- Piper, regia di Francesco Vicario – miniserie TV (2009)
- L'ispettore Coliandro – serie TV, episodio 3x03 (2009)
- I delitti del cuoco – serie TV, 1 episodio (2010)
- Sotto il cielo di Roma, regia di Christian Duguay – miniserie TV (2010)
- Le due facce dell'amore – miniserie TV (2010)
- Sangue caldo, regia di Luigi Parisi e Alessio Inturri – miniserie TV (2011)
- Le inchieste dell'ispettore Zen (Zen) – serie TV, episodi 1x01-1x02-1x03 (2011)
- Baciamo le mani - Palermo New York 1958 – serie TV, 8 episodi (2013)
- I segreti di Borgo Larici, regia di Alessandro Capone – miniserie TV (2014)
- L'onore e il rispetto – serie TV, 4 episodi (2015)
- Un passo dal cielo – serie TV (2017)
- Penny on M.A.R.S. – serie TV (2018-2020)
- Sanctuary – serie TV, 8 episodi (2019)
- Diavoli (Devils) – serie TV, 6 episodi (2020)
- Viola come il mare – serie TV (2022)
- The Bay – serie TV (2023)

### Video musicali
- Non ho paura dei The Sun (2010)

## Riconoscimenti
- 2008 – Globo d'oro
  - Migliore attrice esordiente (per Ultimi della classe)[3]

- Premio Etruria Cinema
  - Migliore attrice esordiente (per L'abbuffata)